# Marele Duce Serghei Mihailovici al Rusiei
Marele Duce Serghei Mihailovici al Rusiei (rusă Сергей Миха́йлович; 7 octombrie 1869 – 18 iulie 1918), a fost al cincilea fiu al Marelui Duce Mihail Nicolaievici și verișor primar al Țarului Alexandru al III-lea al Rusiei. A urmat o carieră militară și a servit ca inspector general de artileriei cu rang de general adjutant în timpul Primului Război General. A fost ucis de bolșevici împreună cu alți Romanovi la Alapayevsk la 18 iulie 1918, la o zi după uciderea Țarului Nicolae al II-lea și a familiei lui la Ekaterinburg.

## Copilăria
Marele Duce Serghei s-a născut la 7 octombrie 1869 la Borjomi, moșia de 810 km2 a tatălui său situată la 140 Km de Tiflis.. A fost al șaselea copil din cei șapte ai Marelui Duce Mihail Nicolaievici și a soției lui Marea Ducesă Olga Feodorovna născută Prințesa Cecile de Baden. Numit Serghei după Sf. Sergius din Radonezh, Marele Duce și-a petrecut primii ani în Caucaz până în 1881, când familia s-a mutat la St Petersburg.
Crescut într-un mediu strict și militar, a primit puțină afecțiune din partea părinților. Tatăl său, ocupat cu eforturile guvernamentale și militare, a rămas o figură îndepărtată. Mama lui cerea o disciplină strictă și era rece față de copiii ei. Ca și frații lui, Serghei a fost destinat de la naștere unei cariere militare. Avea numai două săptămâni când a fost înscris într-o unitate militară care a fost numită după el: Regimentul de Infanterie Vakusnkii al Marelui Duce Serghei Mihailovici.

## Mare Duce al Rusiei

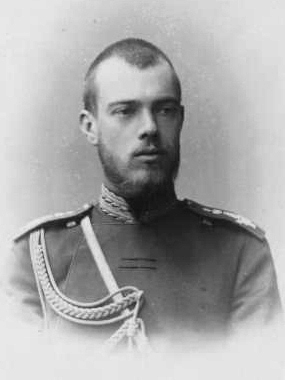
Marele Duce Serghei Mihailovici.

Lui Serghei Mihailovici îi plăcea viața militară și a servit într-un număr de regimente. Ca și tatăl său, s-a simțit atras către artilerie și echipament militar. După ce a absolvit Școala de Artilerie Mihailovici a intrat în serviciul militar în cadrul brigăzii de artilerie și de cavalerie al Gărzii. În 1891 Țarul Alexandru al III-lea l-a numit aide-de-camp iar în 1899 a fost promovat la rangul de colonel.
În 1904, a fost avansat la grad de general maior în brigada de artilerie a Gărzii Țarului. L-a înlocuit pe tatăl său în 1905 ca general de artilerie, post pe care l-a deținut până în 1915 când a fost eliminat din cauza unei controverse în timpul Primului Război Mondial. În 1908 a devenit adjutant general. În 1914 a fost promovat general de cavalerie. Din ianuarie 1916, Marele Duce acționează în calitate de inspector general de artilerie, el a demisionat din această poziție, în timpul căderii monarhiei în martie 1917.
Serghei Mihailovich era înalt și singurul copil al Marelui Duce Mihail Nicolaievici care a moștenit ochii albaștri ai tatălui său și părul blond. A chelit prematur și a fost considerat cel mai frumos din familie.
Avea un puternic simț al ridicolului însă era pesimist ca urmare a influenței tutorelui său colonelul Helmerson. Avea un tic verbal “tant pis!” (ce păcat!) pentru orice veste proastă. Pe scară largă era considerat nepoliticos și capricios însă în același timp și sincer, afectuos, căruia îi plăcea simplitatea. 
Spre deosebire de frații săi era interesat de matematică și fizică, ceea ce coincidea cu gustul lui pentru artilerie. Serghei a fost interesat și de numismatică și a strâns o colecție bogată de monede. Ca toți Marii Duci era extrem de bogat. Pe lângă alocația de Mare Duce de 200.000 de ruble pe an, el primea venituri de pe vastele moșii personale. La moartea tatălui său în 1909, averea sa a crescut și mai mult.
A rămas celibatar, a trăit în casa tatălui său iar mai târziu împreună cu frații săi mai mari la palatul de pe Neva, noul palat Mihailovici din St. Petersburg. Holurile și coridoarele palatului erau așa de mari încât Serghei folosea o bicicletă pentru a-și vizita frații, George și Nicolae Mihailovici, care locuiau în cealaltă aripă a palatului.

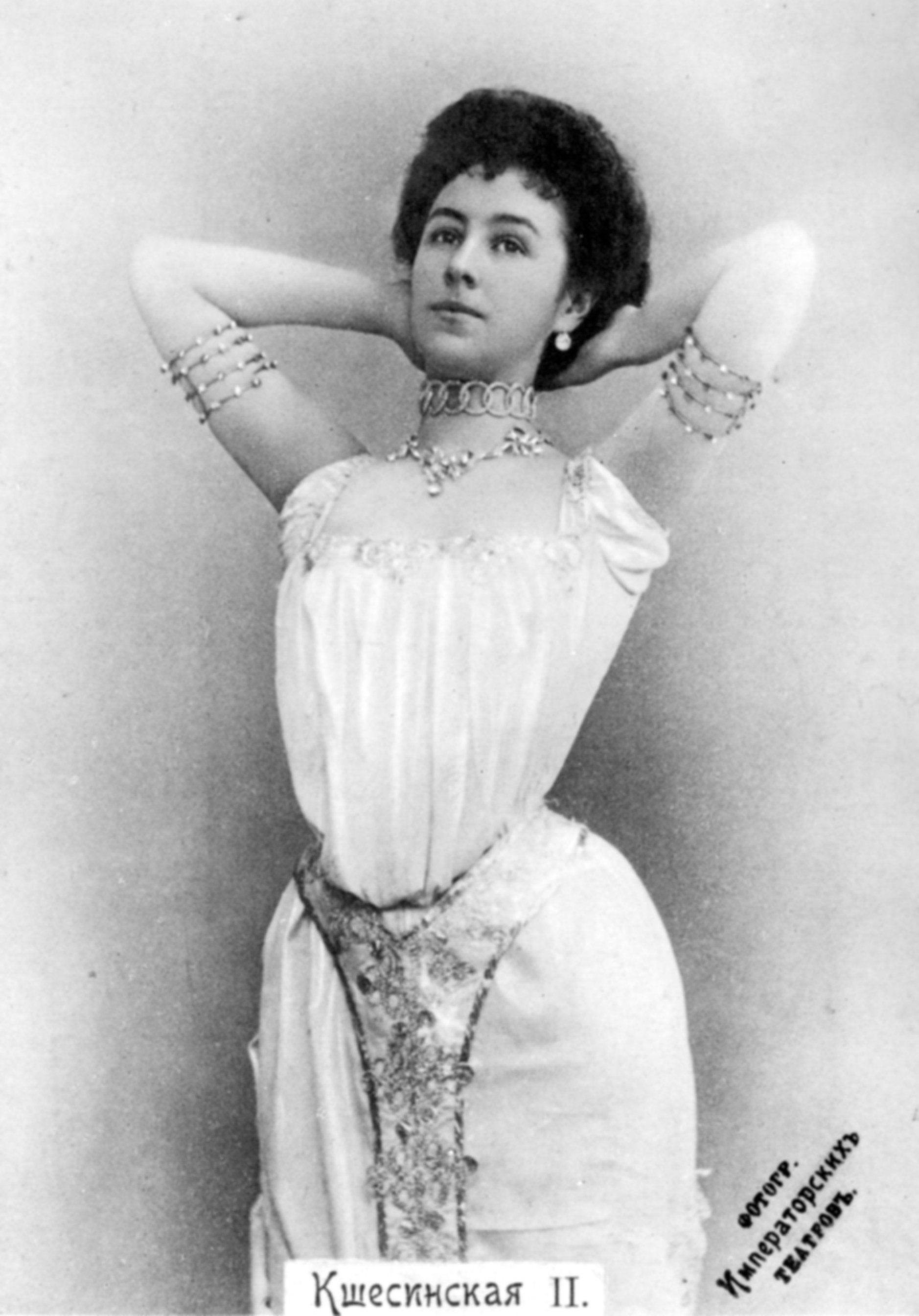
Matilda Kschessinskaia

La începutul anilor 1890, Marele Duce Serghei Mihailovici era în mod deosebit apropiat de fratele său Marele Duce Alexandru Mihailovici. Au călătorit împreună în India, și-au oprit excursia la Bombay în 1891 unde au auzit de moartea mamei lor. Ambii frați erau îndrăgostiți de Marea Ducesă Xenia Alexandrovna, verișoara lor primară. Xenia l-a ales pe fratele lui Serghei cu care s-a căsătorit în 1894.
În timpul ultimului an al domniei Țarului Alexandru al III-lea, Serghei și frații săi Alexandru și George Mihailovici erau companioni constanți ai viitorului Țar, Nicolae al II-lea. Apropierea dintre ei a încetat în momentul în care Nicolae a devenit Țar și s-a căsătorit.
Când Nicolae al II-lea, atunci Țarevici, s-a despărțit de amanta sa, faimoasa balerină Matilda Kschessinskaia, i-a cerut lui Serghei să aibă grijă de ea. Din 1894, Marele Duce Serghei care avea 25 de ani a devenit protectorul Matildei. Marele Duce era generos cu amantele sale. În 1895 i-a cumpărat o dacea în Strelna. Kschessinskaia, acre era ambițioasă, și-a folosit legăturile cu Romanovii în cariera ei. Serghei, ca președinte al Societății Teatrelor Imperiale, a avut un rol activ în lumea baletului pentru a asigura un loc de frunte în baletul imperial pentru Matilda. Deși Serghei era devotat Matildei, ea nu era îndrăgostită de el ci îl folosea ca armă pentru ambițiile sale. El i-a rămas un prieten devotat până la sfârșitul vieții lui. Nu s-a căsătorit niciodată și a găsit în compania Matildei un substitut pentru viața de familie.
În februarie 1900 Matilda l-a întâlnit pe Marele Duce Andrei Vladimirovici, care era fiul Marelui Duce Vladimir Alexandrovici, verișorul primar al lui Serghei. Matilda s-a îndrăgostit de Andrei și curând cei doi au început o relație. Marele Duce Serghei a tolerat aventura rămânând un prieten apropiat și loial faimoasei balerine însă relația dintre cei doi Mari Duci era tensionată.
Ei au încercat să se evite unul pe altul în timp ce au împărțit aceeași femeie timp de aproape douăzeci de ani. Acest "ménage à trois" a devenit și mai complicat când la 18 iunie 1902 Matilda a născut un fiu. Ambii Mari Duci erau convinși că fiecare din ei erau tatăl copilului. După Revoluție, atât Matilda cât și Marele Duce Andrei au susținut că Andrei era tatăl. Copilul, care a devenit cunoscut în familie sub numele de Vova, a primit numele de Vladimir Sergheievici. Cerificatul de naștere indică ca tată pe Serghei iar el a fost foarte devotat copilului. Problema paternității lui Vladimir a rămas nerezolvată. Cu toate astea, cele mai multe surse atribuie paternitatea Marelui Duce Andrei, cu care copilul semăna.
În 1908, Contesa Barbara Vorontzova-Daskova, născută Orlova, văduva Contelui Ivan Illarionovitci Vorontzov-Daskov, a născut un fiu, Alexandru, în Elveția. Se pare că tatăl lui Alexandru era Marele Duce Serghei Mihailovici. Alexandru a fost adoptat de o prietenă a mamei lui, Sophia Vladimirovna Dehn, a cărei bunică a fost fiica Țarului Nicolae I al Rusiei. Și-a petrecut copilăria în Italia unde tatăl adoptiv își satisfăcea serviciul naval. Alexandru a devenit un artist cunoscut, s-a căsătorit de două ori și a murit în SUA în 1979.

## Război și Revoluție

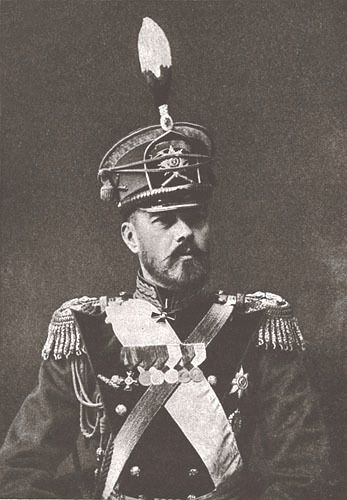
Marele Duce Serghei Mihailovici în timpul Primului Război Mondial.

După ce a vizitat Austria și Germania în 1913 Serghei Mihailovici a informat guvernul despre munca febrilă a fabricilor de armament al puterilor central europene însă avertizarea despre un iminent război nu a fost luată în seamă de miniștrii ruși.
În vara anului 1914 chiar înainte de izbucnirea războiului, Marele Duce Serghei călătorea în apropierea Lacului Baikal când a căzut bolnav de febră reumatică la Chita. La întoarcere, în primele zile de toamnă, boala complicată cu pleurezie a luat forme severe. A petrecut cinci luni la pat înainte de a-și putea relua atribuțiile.
 
Ca șef al artileriei Mare Duce Serghei a intrat sub focul președintelui Dumei, Mihail Rodzianko. Corupția și neglijența erau galopante în departamentul artileriei și au existat scandaluri legate de contractele artileriei. Kschessinskaia a fost acuzată că a primit comenzi preferențiale în scopul avantajelor economice. Marele Duce a fost acuzat pentru că nu descoperise hoțiile și pentru protejarea tranzacțiilor amantei sale. În ianuarie 1916, Marele Duce a demisionat din postul de șef al artileriei.
A fost numit inspector general de artilerie în campania de la Stavka. Se întâlnea cu Țarul Nicolae al II-lea în fiecare zi deoarece locuiau în același tren. Serghei era din ce mai pesimist cu privire la Rusia însă nu l-a putut influența pe Țar care avea încredere numai în soția lui Alexandra Feodorova și care nu-l plăcea pe Serghei și-l enumera printre dușmanii ei. 
La abdicarea lui Nicolae al II-lea, Serghei se afla la Moghilău. În timpul primei luni de guvernare provizorie, Marele Duce a rămas la Moghilău într-un exil voluntar la sfatul fratelui său Marele Duce Nicolae. Serghei Mihailovici s-a întors la Petrograd la începutul lunii iunie 1917. A rămas în fosta capitală imperială locuind cu fartele lui Nicolae la noul palat Mihailovici. Serghei a cerut-o de soție pe Matilda, care deși ținea la el, nu-l iubea și l-a refuzat. A preferat să se ducă alături de Marele Duce Andrei în Caucaz.

## Captivitatea și moartea

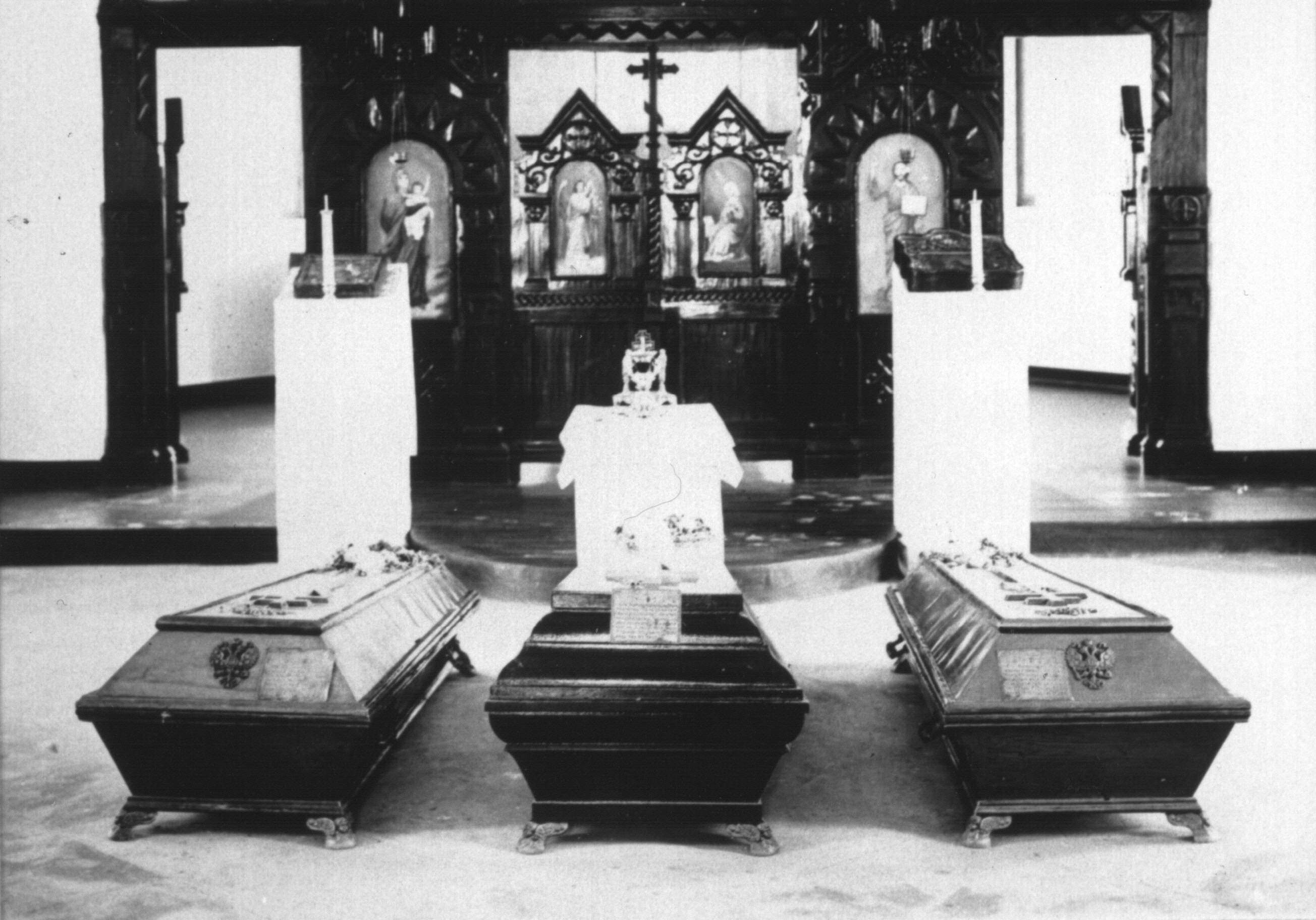
Mormintele Prințului Ioann Konstantinovici, Marelui Duce Serghei Mihailovici, Prințului Konstantin Konstantinovici, în cripta Bisericii Tuturor Sfinților Mucenici (Beijing)

După succesul bolșevicilor în Revoluția din Octombrie 1917, ziarele din Petrograd au publicat un decret prin care toți Romanovii pe linie masculină erau convocați de CEKA, poliția secretă, pentru înregistrare. Inițial nu li s-a permis să părăsească orașul. În martie 1918 Romanovii care se înregistraseră au fost chemați din nou, de data asta pentru a fi trimiși în exil. Serghei Mihailovici a fost trimis la Viatka, un orășel situat la poalele Munților Urali.
Marele Duce Serghei a plecat spre destinu său în compania secretarului personal, trei fii ai Marelui Duce Constantin Constantinovici (prinții: Ivan, Constantin, Igor) și Prințul Vladimir Paley, fiul din căsătoria morganatică a Marelui Duce Paul Alexandrovici. La Viatka, Marele Duce a fost instalat într-o altă căsuță decât celelalte rude mai tinere. Cu toate că practic erau prizonieri au fost lăsați să circule liber prin oraș și să participe la slujbele bisericii locale. După 11 zile situația lor avea să se schimbe.
La 30 aprilie, Marele Duce Serghei, secretarul său și alți Romanovi au fost transferați la Ekaterinburg din ordinul Sovietului Regional Urali. 
Călătoria a durat trei zile prin pădurile din Urali. La 3 mai 1918 prizonierii au ajuns la Ekaterinburg. Au fost cazați la hotel; câteva zile mai târziu, li s-a alăturat Marea Ducesă Elisabeta Fiodorovna, sora Țarinei.
Deși Țarul, Țarina și copiii lor se aflau acolo, în apropiere de casa Ipatiev, nu au putut intra în contact. După două săptămâni, la 18 mai 1918 li s-a spus prizonierilor că vor fi transferați la Alapayevsk, în nordul Uralilor, la 190 de km de Ecaterinburg. În aceeași după-amiză au fost urcați în tren și, două zile mai târziu au ajuns la destinație.

Romanovii au fost plasați la o școală dezafectată Napolnaia, situată la marginea orașului. Școala era mică, de numai șase încăperi, mobilier de bază și rar. Fiecare prizonier a primit un pat de fier. Li s-a permis să circule prin celelalte camere de clasă și să-și rezolve amenajările de trai pe cont propriu. Marele Duce Serghei a împărțit camera cu secretarul său și Prințul Paley.
Deși captivi sub pază strictă de soldați ai Armatei Roșii, li s-a permis să meargă în oraș, să vorbească cu oamenii și să meargă la biserică. Pregătindu-se să petreacă o perioadă la Alapayevsk, au plantat flori și legume în grădina din apropierea școlii și au petrecut multe ore lucând acolo. În zilele ploioase, Romanovii citeau romane rusești unul altuia. Treptat, regimul s-a înăsprit și nu li s-a mai permis să meargă la plimbări. Școala a fost înconjurată de un gard de sârmă ghimpată și de tranșee de mici dimensiuni. Două săptămâni mai târziu, au fost uciși.